# Toxocara
Toxocara är ett släkte av rundmaskar. Enligt Catalogue of Life ingår Toxocara i familjen Ascarididae, men enligt Dyntaxa är tillhörigheten istället familjen Toxocaridae.
Kladogram enligt Catalogue of Life och Dyntaxa:
| Toxocara | \| \| Toxocara canis \| \| \| \| \| \| Toxocara cati \| \| \| \| \| \| Toxocara vitulorum \| \| \| \| |
|          | \| \| Toxocara canis \| \| \| \| \| \| Toxocara cati \| \| \| \| \| \| Toxocara vitulorum \| \| \| \| |
|          | Acanthocheilus                                                                                        |
|          | |
|          | Ascaris                                                                                               |
|          | |
|          | Hysterothylacium                                                                                      |
|          | |
|          | Paranisakiopsis                                                                                       |
|          | |
|          | Parascaris                                                                                            |
|          | |
|          | Pseudoterranova                                                                                       |
|          | |
|          | Toxascaris                                                                                            |
|          | |
|          | Toxocara canis                                                                                        |
|          | |
|          | Toxocara cati                                                                                         |
|          | |
|          | Toxocara vitulorum                                                                                    |
|          | |

|  | Toxocara canis     |
|  |                    |
|  | Toxocara cati      |
|  |                    |
|  | Toxocara vitulorum |
|  |                    |